# Paôypêt
Paôypêt (khm. ប៉ោយប៉ែត) – miasto w Kambodży, w prowincji Bântéay Méanchey, siedziba gminy Paôypêt, położone na granicy z Tajlandią. Według danych na rok 2008 liczy 89 549 mieszkańców. Jest połączone drogą kolejową z innymi miastami Kambodży. Miasto jest niezwykle popularne jako miejsce hazardowe, ponieważ hazard jest nielegalny w Tajlandii.

## Kasyna w mieście
Między tajskimi i khmerskimi granicznymi punktami kontrolnymi znajduje się pas kasyn i hoteli, który umożliwia Tajom i innym cudzoziemcom hazard w Kambodży bez konieczności przechodzenia przez kambodżańską imigrację. W Kambodży hazard jest nielegalny dla obywateli Kambodży, ale nie dla posiadaczy zagranicznych paszportów. Po khmerskiej stronie tego obszaru granicznego znajduje się kolejny punkt, który należy przejść, zanim będzie można swobodnie podróżować po reszcie kraju.
28 grudnia 2022 roku pożar w Grand Diamond City Hotel and Casino zabił 27 osób i ranił dziesiątki innych.